# Minolta STF 135mm f/2.8 T4.5
Minolta STF 135mm f/2.8 [T4.5]* — объектив, совместимый с камерами системы Minolta AF. Изначально производился фирмой Minolta, сейчас — фирмой Sony. Несмотря на принадлежность к системе Minolta AF является объективом с ручной фокусировкой.
Minolta STF является уникальным объективом, не имеющим аналогов в других системах. Он разрабатывался с прицелом на создание фотографий с высококачественным боке. Для этой цели в нём применён специальный элемент названный Minolta «аподизационный фильтр» (англ. apodization filter), роль которого заключается в естественном сглаживании и размывании частей изображения, не находящихся в фокусе.
- Minolta STF 135mm f/2.8 [T4.5]
- Двойная диафрагма
- При фокусировке на МДФ
- Бленда